# رجم عائشة إبراهيم دوهولو
عائشة إبراهيم دوهولو طفلة صومالية تم تنفيد حكم الإعدام رجما في حقها وعلانية من طرف جماعة حركة الشباب المتطرفة في 27 أكتوبر 2008 في بلدة كيسمايو الجنوبية بالصومال. حيث تم تنفيذ الإعدام في ملعب عام حضره حوالي 1000 من المارة، حاول العديد منهم التدخل ولكن أطلق عليهم النار من قبل المسلحين.
وتعتبر الجريمة من بين أولى الحوادث التي شهدت إدانة وشجبا وسخطاً واسعا في جل وسائل الإعلام الغربية والعديد من جماعات ومجموعة حقوق الإنسان بعد الحرب الأهلية الصومالية.
وذكرت التقارير الأولية أن الضحية عائشة هي امرأة تبلغ من العمر 23 عاما ثبتت إدانتها بالزنا. في حين، ذكر والد دوهولو وعمتها أنها طفلة تبلغ من العمر 13 عاما فقط، وتحت سن الأهلية للزواج، وأنها اعتقلت ورجمت حتى الموت بعد محاولة الإبلاغ عن تعرضها للاغتصاب.
ووفقا لمنظمة العفو الدولية، وجهت حركة الشباب المتطرفة رسميا تهمة الزنا إلى دوهولو على الرغم من أن إدانة فتاة بالزنا في تلك السن هو أمر غير قانوني وفقا للشريعة الإسلامية.

## خلفية الأحداث
في عام 1991، أطاحت حكومة رئيس الصومال آنذاك محمد سياد بري بائتلاف من الفصائل المسلحة. وقد تولى اتحاد المحاكم الإسلامية السيطرة على النصف الجنوبي من الصومال في عام 2006، وفرض قانون الشريعة الإسلامية.
وفي عام 2006، استعادت الحكومة الاتحادية الانتقالية بمساعدة القوات الإثيوبية العاصمة مقديشو، مما أدى إلى الدفع بقادة الاتحاد خارج البلاد. لتخوض جماعة حركة الشباب المتطرفة، وهي فرع متشدد من اتحاد المحاكم الإسلامية حرب عصابات غير نظامية وتكتيكات ضد قوات التحالف.
في عام 2008، تم تصنيف الجماعة كمنظمة إرهابية من قبل الولايات المتحدة، التي شنت ضربات صاروخية ضد المسلحين في وقت مبكر من نفس العام. وذلك بعد أن قتل المسلحون عدة آلاف من المدنيين المحليين خلال ذروة التمرد بين ديسمبر 2006 وأكتوبر 2008.
وفي الأشهر التي سبقت إعدام الطفلة دوهولو، كانت جماعة حركة الشباب المتطرفة تكتسب قوة، حيث استولت على ميناء كيسمايو، وأغلقت أساسا مطار مقديشو، وقامت بتفكيك حواجز الطرق الموالية للحكومة.

## الجريمة
فى عام 2008، تم إعدامها بالدفن حية حتى العنق ثم رجمها بالطوب حتى الموت على يد 50 رجلاً من المتشددين في كيساميو، بتهمة الزنا وممارسة علاقة الغير شرعية, وفي ذالك الوقت كانت تبلغ من العمر 13 عاماً فقط.
ووفقًا لما نقلته "اليونيسيف" فإنها كانت تعرضت للاغتصاب من قبل 3 رجال، وهي في طريقها لزيارة جدتها، فلجأت للسلطات للحصول على حقها، ولكن تم اتهامها بالزنا وحكم عليها بالإعدام رجماً بالطوب، وتم تنفيذه بالفعل في أكتوبر 2008.

## الإدانة والتنفيذ
تم اتهامها بالزنا، وهو فعل مناف للشريعة الإسلامية, وتم قتلها على أيدي 50 رجلاً في ملعب بمرفأ كسمايو الواقع في جنوب البلاد على مرأى من نحو 1000 متفرج. وقال بعض الصحفيين الصوماليين، ممن كانوا قد ذكروا أن عمرها 23 عاماً، لمنظمة العفو الدولية إنهم قدَّروا سنها بناءً على مظهرها الجسدي.

### حركة الشباب
منعت مليشيا الشباب الصحفيين من التقاط صور للرجم ، لكنها سمحت لهم بتوثيق ما قد حدث. و أفاد مسلحون في البداية أن ضحية الرجم كانت امرأة اعترفت بالزنا. قدر الشهود والصحفيون المحليون سنها بـ 23 عامًا بناءً على مظهرها. بعد بضعة أيام ، ذكرت منظمة العفو الدولية أن والد دوهولو أخبرهم أنها لم تتجاوز سن الثالثة عشرة ، دون سن الزواج ، وأنه تم القبض عليها وإعدامها بعد محاولتها الإبلاغ عن تعرضها للاغتصاب. وكررت عمتها ، التي أخذتها إلى الشرطة للإبلاغ عن الاعتداء المزعوم ، أقوال الأب بخصوص عمرها. أخبر ناشط حقوقي في المنطقة.

### المنظمات الدولية
وكانت منظمة العفو الدولية قد اعتبرت، في تقرير لها عن الاغتصاب في الصومال في عام 2013، هذه الجرائم "وباء مستمر بالصومال".
وتزامن هذا مع تقرير أممي يفيد بوقوع نحو 800 اعتداء جنسي في العاصمة مقديشو فقط خلال الأشهر الستة الأولى من عام 2013.
وعادت منظمة هيومن رايتس ووتش لتحذر من تفشي الاغتصاب في البلاد في تقرير صدر مطلع العام 2014 بعنوان: "الاغتصاب أمر عادي هنا".